# Валандово
Валандово (на македонска литературна норма: Валандово) е град в Северна Македония, център на едноименната община Валандово.

## География
Градът е разположен в югоизточния край на страната в историко-географската област Боймия, част от Гевгелийско-валандовската котловина, на десния бряг на Анската река, ляв приток на Вардар. Тъй като е в южното подножие на Плавуш, Валандово е известен като Града под Плавуш.

## История
В Плавуш над Валандово в местността Хисар има остатъци от античен град. За първи път Валандово се споменава в една грамота на цар Стефан Душан от 12 юни 1349 година, с която се дарява манастира „Свети Георги“ на светогорския манастир „Свети Пантелеймон“ („в Боймия в Алавандово“). В късното средновековие селото Алавандово, съществуващо в развалините на античния град, е средище на региона Боймия. То е в състава на Велбъждкото деспотство.
В средата на XVII век през Валандово минава османският пътешественик Евлия Челеби, който пише за градчето:
| „ | Валандово... на български ще рече Голям поп (владика). Мюсюлманите са малко, а неверниците българи са много... Поради това, че климатът му е много приятен има извънредно много хубави български девойки. | “ |

Според османски джизие регистър от 1664 – 1665 година Валандово е център на нахия в рамките на Петричка кааза.
В края на XIX век Валандово е малко българо-турско градче. В „Етнография на вилаетите Адрианопол, Монастир и Салоника“, издадена в Константинопол в 1878 година и отразяваща статистиката на населението от 1873 година, Валантово (Valantovo) е посочено като селище със 120 домакинства, като жителите му са 358 българи и 44 помаци.
На 7 декември 1899 г. започва Валандовската афера, при която за революционна дейност са арестувани над 250 българи, свързани с Вътрешната македоно-одринска революционна организация от Гевгелийско, Дойранско и Ениджевардарско.
Според статистиката на Васил Кънчов („Македония. Етнография и статистика“) от 1900 г. паланката е населявана от 820 жители българи християни, 285 турци и 90 цигани.
В началото на XX век християнското население на Валандово е смесено в конфесионално отношение. По данни на секретаря на Българската екзархия Димитър Мишев („La Macédoine et sa Population Chrétienne“) през 1905 година във Валандово има 312 българи екзархисти и 560 българи патриаршисти гъркомани. Там функционират българско и гръцко начално училище.
При избухването на Балканската война в 1912 година 16 души от Валандово са доброволци в Македоно-одринското опълчение.
След Междусъюзническата война в 1913 година Валандово остава в Сърбия. През март 1915 година градчето е за кратко освободено по време на Валандовската акция на ВМОРО. Населението посреща четите на ВМОРО като освободители, а по-къщите се веят български знамена. През есента на 1915 година след намесата на България в Първата световна война Валандово е освободено от българската армия.
Поне 6 души родом от Валандово, в редиците на българската армия, загиват на фронта във войните за национално обединение на България.
След края на Първата световна война край Валандово е построено гръцко военно гробище.
По време на Втората световна война от 1941 до 1944 година Валандово отново е включено в границите на Царство България. По време на българското управление във Вардарска Македония в годините на Втората световна война, Димитър Коцев от Радовиш е български кмет на Валандово от 1 септември 1941 година до 22 юли 1943 година. След това кметове са Никола Дим. Умленски от Горна Джумая (22 юли 1943 – 15 октомври 1943) и Димитър К. Коцев от Радовиш (15 октомври 1943 – 9 септември 1944).

## Население
Според преброяването от 2002 година Валандово има 4402 жители.
| Националност | Всичко |
| македонци    | 4279   |
| албанци      | 0      |
| турци        | 26     |
| роми         | 13     |
| власи        | 1      |
| сърби        | 58     |
| бошняци      | 1      |
| други        | 24     |

## Политика

### Кмет
Перо Костадинов (от 2017 г.)

### Общински съвет
Съветът на общината се състои от 15 съветници, избирани на общи избори от жителите на община Валандово, за мандат от 4 години. Съветът на общината избира измежду членовете си председател.

### Побратимени градове
- Сиврихисар, Турция[16]

## Икономика
Основна част от стопанството на града и общината е земеделието. В растениевъдството главно се отглеждат житни култури, грозде, диня, пипер, домати, тютюн и други. В животновъдството застъпено е птицевъдството, производството на бройлери и яйца (фирма „Агрипро“).
От преработващата индустрия са развити производството на храни (фабриката за сладкарски изделия „9 ноември“), винопроизводството и преработката на тютюн. Застъпена е шивашката индустрия.

## Образование
Градчето разполага с едно средно и едно основно училища: СУ „Гоце Делчев“ и ОУ „Йосип Броз Тито“. (към 2014 г.)

## Култура
- Културен център „25-и май“
- Край града е разположен Валандовският манастир „Свети Георги“, изграден в 1934 година. Манастирската църква е върху основите на средновековна църква.
- Църквата „Свети Димитър“ е от 1830 година.[17]
- Във Валандово се провежда придобилият известност и в България Валандовски фолк фест, който се провежда за пръв път през 1985 година. В музикалния фестивал участват музиканти от различни държави. Фестивалът се провежда всяка година между 23 и 25 май, като е изградена специална зала с 1200 седящи места.[18]
- Друго традиционно събитие е „Ракияда“, на която мерят сили майтори на варенето на ракия[19]

## Личности
От Валандово е българският революционер, деец на ВМОРО и ВМРО Петър Калайджиев (1888 – 1933). В по-ново време видни жители на градчето са художникът график Костадин Танчев (р. 1940), президентът на Република Македония Георге Иванов (р. 1960), писателят Душко Гошевски (р. 1983) и футболистът Тихомир Костадинов (р. 1996).